# Refém (canción de Gusttavo Lima)
«Refém» es una canción del cantante brasileño Gusttavo Lima, lanzada en 2011 como el tercer sencillo de su primer álbum en vivo Inventor dos Amores. La canción narra una pasión abrumadora por una mujer de cabello oscuro.

## Composición
Escrito por el propio cantor, el hit sertanejo muestra el alma apasionada de Gusttavo Lima. «Solo estos pelos negros me sirven, cuando no tengo/me enfermo. Si no existieras, te inventaría / En forma de ángel hermosísimo te amaría». Y, el título «Refém» («Rehén») se justifica en el estribillo «Te haré mi víctima, mi rehén (...) Quiero inmortalizarte en mi historia», una forma de tener cerca a la mujer que amas y luego sobrevivir a ese amor.
«Esta canción muestra un sentimiento abrumador. Una exageración de los que aman hacer todo para tener a la otra persona. Es una canción de enamorados», celebra el cantante Gusttavo Lima.

## Posicionamiento
| Paradas (2011)                       | Mejor Posición |
| ------------------------------------ | -------------- |
| Brasil (Billboard Hot 100 Airplay)   | 22             |
| Brasil (Billboard Hot Popular Songs) | 15             |